# La Riera de Gaià
La Riera de Gaià (en espagnol : La Riera de Gayá) est une commune de la province de Tarragone, en Catalogne, en Espagne, de la comarque de Tarragonès.